# Municipio de Lockhart (Indiana)
El municipio de Lockhart (en inglés: Lockhart Township) es un municipio ubicado en el condado de Pike en el estado estadounidense de Indiana. En el año 2010 tenía una población de 907 habitantes y una densidad poblacional de 7,16 personas por km².

## Geografía
El municipio de Lockhart se encuentra ubicado en las coordenadas 38°17′5″N 87°8′1″O / 38.28472, -87.13361. Según la Oficina del Censo de los Estados Unidos, el municipio tiene una superficie total de 126.72 km², de la cual 124,36 km² corresponden a tierra firme y (1,86 %) 2,36 km² es agua.

## Demografía
Según el censo de 2010, había 907 personas residiendo en el municipio de Lockhart. La densidad de población era de 7,16 hab./km². De los 907 habitantes, el municipio de Lockhart estaba compuesto por el 98,13 % blancos, el 0,55 % eran afroamericanos, el 0,11 % eran asiáticos, el 0,11 % eran de otras razas y el 1,1 % eran de una mezcla de razas. Del total de la población el 0,77 % eran hispanos o latinos de cualquier raza.